# Royal Astronomer of Ireland
Royal Astronomer of Ireland var en titel som var knuten till en professur i astronomi vid Trinity College i Dublin och kombinerades med posten som föreståndare vid Dunsinkobservatoriet. Titeln infördes av Georg III 1792. Utnämningarna upphörde 1921 som en följd av Irlands självständighet.

## Innehavare
- 1792–1827 John Brinkley
- 1827–1865 William Rowan Hamilton
- 1865–1874 Franz Friedrich Ernst Brünnow
- 1874–1892 Robert Stawell Ball
- 1892–1897 Arthur Alcock Rambaut
- 1897–1906 Charles Jasper Joly
- 1906–1912 Edmund Taylor Whittaker
- 1912–1921 Henry Crozier Keating Plummer